# Heinrich Rubens
Heinrich Leopold Rubens (Wiesbaden, Hesse-Darmstadt; 30 de marzo de 1865-Berlín, 17 de julio de 1922) fue un destacado físico alemán.

## Biografía
Rubens inició sus estudios superiores en la Universidad Técnica de Darmstadt como estudiante de ingeniería eléctrica y continuó en la Universidad Técnica de Berlín, para después estudiar física en la Universidad de Estrasburgo y en la Universidad Humboldt de Berlín, donde se doctoró en 1889 bajo la dirección de August Kundt con la tesis Die selective Reflexion der Metalle [La reflexión selectiva de los metales]. Permaneció en Berlín como privatdozent hasta 1896, año en el que fue invitado por la Escuela Secundaria Técnica de Charlottenburg como profesor. En 1906 fue elegido para una cátedra completa de física experimental en la Universidad de Berlín, para suceder a Paul Drude y para la dirección del Instituto de Física, cargos que ocupó durante el resto de su vida.
En 1908 fue elegido miembro de la Academia Prusiana de las Ciencias de Berlín.
Recibió la Medalla Rumford de la Royal Society en 1910 y un doctorado honorario de la Universidad de Cambridge. Fue miembro de las academias de ciencias de Berlín y Gotinga.
Murió de leucemia el 17 de julio de 1922.

## Obra
Rubens se dedicó a la investigación en el campo de la radiación electromagnética, especialmente en la zona infrarroja. Sus investigaciones y mediciones fueron decisivas para que Max Planck pudiera formular su ley de la radiación de los cuerpos negros.